# Secuestro en la Iglesia La María
El Secuestro en la Iglesia La María fue un secuestro masivo en Colombia, realizado por el frente José María Becerra de la guerrilla del Ejército de Liberación Nacional (ELN), el 30 de mayo de 1999 en la Iglesia La María del el barrio Pance de la ciudad de Cali, Valle del Cauca.

## Secuestro
El 30 de mayo de 1999 a las 10:00 AM (UTC-5) hombres armados y vestidos de camuflado militar interrumpieron una celebración religiosa católica que se estaba llevando a cabo en la iglesia La María del barrio Pance de la ciudad de Cali. Los hombres entraron gritando que afuera había un carro bomba y que todos debían evacuar inmediatamente, se identificaron inicialmente como integrantes del Gaula (unidad antisecuestro del gobierno). Al salir, 285 feligreses, entre ellos ancianos, niños y el cura Humberto Cadavid, fueron conducidas hacia dos camiones. Uno de los guardaespaldas notó que no eran de la fuerza pública y trato de llamar a pedir ayuda, pero le cortaron la garganta con una puñalada y murió. Se registraron combates entre miembros del ELN contra fuerzas del ejército y la policía en el momento en que cubrían la retirada de quienes se llevaban a los secuestrados del cual resultaron muertos Gildardo Cardona Barrera y John Jairo Arango, dos guerrilleros del ELN y uno quedó herido, llamado Eleu Epe Vivas.
Entre los rehenes había un ciudadano colombo-sueco, empresarios y personas influyentes de la sociedad local. Los camiones llenos de secuestrados tomaron rumbo hacia el sur, en dirección a la cabecera municipal de Jamundí, hasta llegar al corregimiento San Vicente. Aproximadamente cuatro horas después de llevarlos por caminos sin asfaltar, los bajaron en una zona montañosa de los Farallones de Cali y los hicieron caminar. Hacia las 3:00 PM (UTC-5) los guerrilleros les informaron que se trataba de un secuestro político.
Mientras tanto, el comandante del Ejército de Colombia, General Jorge Mora Rangel afirmaba que los secuestrados eran "cerca de un centenar" y que varios de éstos habían sido encontrados en varias locaciones de la carretera, "Primero fue un grupo de 34, luego encontramos un segundo grupo de 9 y, debido a la presión que estamos ejerciendo sobre los secuestradores, acaban de liberar a otras 31". En medio de la persecución del Ejército y la Policía, fueron liberadas cerca de 200 personas.

## Movimiento ¡NO MÁS!
En junio de 1999 llevó a cabo una gran marcha organizada por el Movimiento ¡NO MÁS! en Cali, para protestar por el secuestro masivo llevado a cabo por el ELN en la iglesia La María. A raíz de la marcha, se realizaron otras marchas en 21 ciudades de Colombia para protestar contra la violencia generalizada que originaba el conflicto armado interno colombiano. Entre los organizadores estuvo la alianza que había llamado al Mandato Ciudadano por la Paz en 1997 y el presidente de la Fundación País Libre, ONG contra el secuestro, Francisco Santos.

## Condenas
Un juez especializado de Cali, condenó a 38 años y 5 meses de cárcel y al pago de una multa a Nicolás Rodríguez Bautista alias "Gabino", Fernando Sánchez Sánchez, alias "Élite", y a Carlos Arturo Restrepo Sánchez, alias "Marcos". El juez los encontró responsables de homicidio agravado, secuestro extorsivo agravado, hurto calificado y agravado, lesiones personales, rebelión y terrorismo, tras ser demostrado por la Fiscalía General de la Nación. El juez ordenó emitir órdenes de captura en contra de Rodríguez y Sánchez, mientras que Restrepo cumple condena en la cárcel de máxima seguridad de Palmira.
El individuo Eleu Epe Vivas también fue condenado por participar en el secuestro masivo de la Iglesia La María. El 28 de agosto de 2001, el Tribunal Superior de Cali le confirmó una sentencia de 50 años de cárcel.